# Роберто Москера
Роберто Москера (ісп. Roberto Mosquera, нар. 21 червня 1956, Ібаге, Колумбія) — перуанський футболіст, що грав на позиції півзахисника. По завершенні ігрової кар'єри — тренер. З 2020 року очолює тренерський штаб команди «Спортінг Крістал».
Виступав, зокрема, за клуби «Спортінг Крістал» та «Депортіво Калі», а також національну збірну Перу.

## Клубна кар'єра
У дорослому футболі дебютував 1975 року виступами за команду «Спортінг Крістал», в якій провів п'ять сезонів. За цей час двічі виборював титул чемпіона Перу в 1979 і 1980 роках, після чого протягом сезону 1981 року захищав кольори аргентинського клубу «Тальєрес».
Своєю грою за останню команду привернув увагу представників тренерського штабу клубу «Депортіво Калі», до складу якого приєднався 1982 року. Відіграв за команду з Калі наступні два сезони своєї ігрової кар'єри. Більшість часу, проведеного у складі «Депортіво Калі», був основним гравцем команди.
Згодом з 1982 по 1988 рік грав за кордом у складі колумбійських команд «Крістал Кальдас» та «Кукута Депортіво» та еквадорському «Аукасі». Крім того у 1986 то 1989 роках по сезону провів у клубі «Сан-Агустін», з яким виграв єдиний в історії команди титул чемпіона Перу.
Завершив ігрову кар'єру у команді «Лаун Тенніс», за яку виступав протягом 1990 року.

## Виступи за збірну
19 березня 1978 року дебютував в офіційних матчах у складі національної збірної Перу в Кубку Рамона Кастільї проти Аргентини (1:2).
У складі збірної був учасником чемпіонату світу 1978 року в Аргентині, де на поле не виходив. Натомість наступного року на Кубку Америки 1979 року зіграв в обох матчах проти Чилі, які його команда програла (1:2, 0:0) і здобула бронзові нагороди турніру.
Загалом протягом кар'єри у національній команді, яка тривала 4 роки, провів у її формі 16 матчів, забивши 4 голи.

## Кар'єра тренера
Розпочав тренерську кар'єру 1991 року як асистент Мігеля Компані у клубі Спорт Бойз та у збірній Перу.
1995 року дебютував як головний тренер, очоливши тренерський штаб клубу «Уніон Уараль», але не врятував його від вильоту, після чого повернувся до роботи асистентом і протягом двох років був помічником Серхіо Маркаряна у клубі «Спортінг Крістал», де вони виграли чемпіонат Перу 1996 року та дійшли дол фіналу Кубка Лібертадорес у 1997 році.
Наступні роки Москера очолював низку команд у Перу, досягнувши найбільших успіхів з клубами «Коронель Болоньесі», вперше в їх історії кваліфікувавши на міжнародний турнір — Південноамериканський кубок 2004 року, та «Спорт Уанкайо», вперше в їх історії кваліфікувавши на найпрестижніший континентальний турнір — Кубок Лібертадорес 2015 року. Втім найбільшого досягнення Роберто досяг з клубом «Спортінг Крістал», вигравши разом з ним 2012 року свій перший титул чемпіона Перу у статусі тренера. Також 28 грудня 2013 року він очолював збірну Перу в неофіційному матчі проти збірної країни Басків на стадіоні «Сан-Мамес» у Більбао, який закінчився нищівною поразкою Перу 0:6.
За свої досягнення Москера визнавався найкращим тренером Перу 2011, 2012 та 2014 років, завдяки чому наприкінці 2015 року Москера був офіційно призначений головним тренером одного з місцевих грандів, клубу «Альянса Ліма», на наступний сезон. Однак із «синьо-білими» Роберто не досяг результатів (35 ігор, 14 перемог, 9 нічиїх та 12 поразок), тому був звільнений. Згодом протягом 2017—2019 років працював у Болівії, очолюючи тренерський штаб клубів «Хорхе Вільстерман» та «Рояль Парі».
У вересні 2019 року він повернувся до перуанського футболу, щоб очолити «Депортіво Бінасьйональ» у решті турніру Клаусури і виграв з командою перше в її історії чемпіонство, перемігши «Альянсу Ліму» в національному фіналі. В результаті у 2020 році він повернувся у «Спортінг Крістал» і знову виграв чемпіонат Перу того ж сезону.

## Титули і досягнення

### Як гравця
- Чемпіон Перу (3):

«Спортінг Крістал»: 1979, 1980
«Сан-Агустін»: 1986

### Як тренера
- Чемпіон Перу (3):

«Спортінг Крістал»: 2012, 2020: «Депортіво Бінасьйональ»: 2019